# Clodoaldo Medina
Clodoaldo Medina (Recreio, 12 de março de 1930 – Araraquara, 3 de fevereiro de 2014) foi um empresário e político brasileiro. Serviu como prefeito de Araraquara por 2 mandatos não consecutivos entre 1973 e 1977, filiado à ARENA, e de 1983 a 1988, filiado ao PMDB.

## Biografia
Nascido em Recreio, interior de Minas Gerais, filho de Rafael de Medina e Ninira Rodrigues Medina, mudou-se com a família para Araraquara em 1938. Na década de 1950, dedicou-se à administração do negócio da família, a Eletro Tamoio, e ganhou destaque no cenário comercial local.
Medina conquistou o cargo de vice-presidente da Ferroviária e ajudou a fundar a unidade do Lions Club no município. O empreendedor tornou-se presidente da Associação Comercial e Industrial de Araraquara (ACIA) e junto com outros comerciantes da cidade, fundou o Sindicato do Comércio Varejista de Araraquara (Sincomércio).
Faleceu aos 83 anos, vítima do mal de Alzheimer, que o acometia há mais de 10 anos, e passou seus últimos dias internado no Hospital São Paulo. Medina deixou sua esposa Dora Galvão, além de 4 filhos: Clodoaldo Júnior, Rodrigo, Adriana e Valéria.

## Carreira política
Inicialmente filiado à ARENA, partido de sustentação política civil à Ditadura Militar, foi eleito prefeito de Araraquara nas eleições de 1972, exercendo mandato iniciado em 1973 e concluído em 1977. Posteriormente voltou a ser eleito nas eleições de 1982, estando dessa vez filiado ao PMDB, voltando a chefiar o Poder Executivo municipal de 1983 a 1988. Admirado por sua dedicação e visão política, seu modelo de educação infantil tornou-se referência na cidade com a introdução dos Centros de Educação e Recreação (CER). Foi responsável por várias obras, entre eles, Departamento Autônomo de Água e Esgoto (DAAE), a Biblioteca Municipal Mário de Andrade, o Teatro Municipal, a pavimentação da Avenida Francisco Vaz Filho e da Alameda Paulista e a canalização de parte do Rio do Ouro, que permitiu a construção da Via Expressa. Durante sua gestão, trouxe a Villares para Araraquara. Em junho de 1988, antes do final de seu segundo mandato, Medina deixou a Prefeitura a convite do governador de São Paulo à época Orestes Quércia e assumiu o cargo de presidente da Companhia Energética de São Paulo (CESP).

## Homenagens póstumas
Foi homenageado, nomeando o Teatro Municipal (Lei nº 8.259/2014) e um Centro de Educação e Recreação (CER) no Parque Residencial Jardim do Vale (Lei nº 9.810/2019).